# Джон Арпін
Джон Френсіс Оскар Арпін (3 грудня 1936 — 8 листопада 2007) — канадський композитор, музикант і шоумен. Здобув популярність як піаніст-віртуоз у жанрі регтайму.
Народився в Порт-Макнікол, Онтаріо. Здобув освіту в Королівській музичній консерваторії, яку закінчив у віці шістнадцяти років. Пізніше закінчив Університет Торонто.
Арпін багато виконував та часто гастролював. Помер 8 листопада 2007 року в Торонто, Онтаріо.

## Звукозаписи
Арпін записав понад шістдесят альбомів, переважно в жанрі регтайму; окрім того, він грав музику в бродвейському жанрі, попмузику та класичну музику.
2002 року він записав сім компакт-дисків сольної фортепіанної музики в студії April Avenue. До цих альбомів увійшли популярні бродвейські теми та інші популярні мелодії. Нині тільки два з цих збірників, як і раніше, доступні в CD форматі, а більшість інших треків можна знайти на iTunes.

## Виступи
Арпін виступав і як сольний артист, і у складі оркестрів у всьому світі. У Канаді він виступав разом із Морін Форрестер та Пітером Епл'ярдом.

## Нагороди
Арпін тричі номінований на Премію Джуно за заслуги в канадській музиці. У червні 1998 року він здобув Премію імені Скотта Джопліна від Фонду імені Скотта Джопліна (м. Седалія, Міссурі).

## Критичні відгуки
Відомий виконавець регтайму Юбі Блейк назвав Джона Арпіна «Шопеном регтайму», а рецензент із Нью-Йорк Таймс назвав його «Ріхтером регтайму». Журнал High Fidelity відгукнувся про один із його альбомів: «Це найкраща з відомих мені добірок записів фортепіанного регтайму, і, як мені здається, найбільш майстерно виконана».